# HMS Shropshire
La HMS Shropshire (Pennant number 73), dal 1943 con la Royal Australian Navy con il nome di HMAS Shropshire, fu un incrociatore pesante Classe County, sottoclasse London della Royal Navy.
È stata l'unica nave ad avere questo nome, dalla Contea di Shropshire, in Inghilterra.
Venne impostata presso i cantieri William Beardmore and Company di Dalmuir, in Scozia, il 24 febbraio 1926 e varata il 5 luglio 1928 dalla Contessa di Powis, Baronessa D'Arcy de Knayth e completata il 12 settembre 1929.
Servì con la Mediterranean Fleet fino allo scoppio della seconda guerra mondiale nel settembre 1939.

## Durante il conflitto

### Con la Royal Navy
Dopo l'inizio della guerra partecipò ad operazioni di protezione del commercio nell'Atlantico meridionale insieme alla sorella Sussex. Il 9 dicembre 1939 intercettò il mercantile tedesco Adolf Leonhardt, immediatamente autoaffondato dal proprio equipaggio.

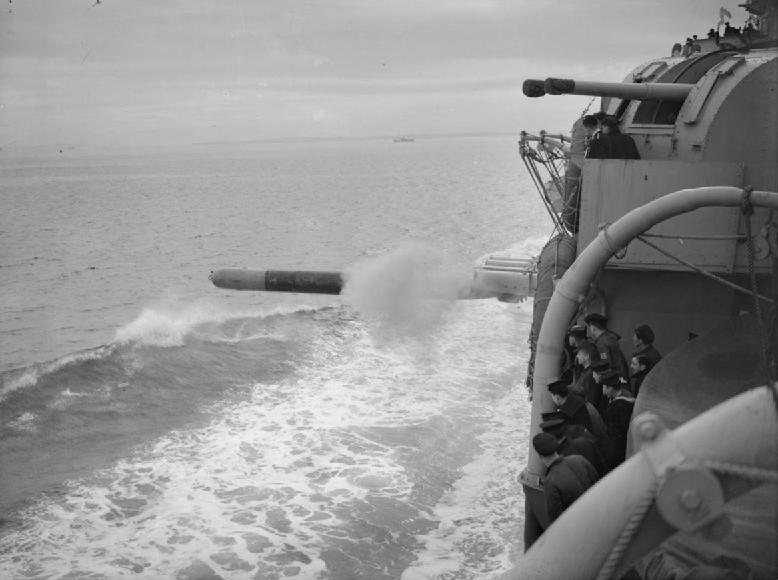
Membri dell'equipaggio assistono al lancio di un siluro dai tubi a mezzanave durante un'esercitazione

 Tornò quindi in Gran Bretagna per un raddobbo prima di dirigersi nell'Oceano Indiano, dove venne impiegata come scorta a convogli tra Città del Capo-Durban-Mombasa e Aden. Partecipò anche alla campagna contro la Somalia italiana, bombardando Mogadiscio e Chisimaio durante l'avanzata dell'esercito sudafricano dal Kenya verso l'Abissinia. Affondò inoltre la nave italiana Pensilvania al largo di Mogadiscio il 13 febbraio. Tra marzo e giugno del 1941 subì delle ulteriori modifiche a Simon's Town per poi tornare in patria entrando in cantiere nell'ottobre per un raddobbo radicale durato fino al febbraio 1942 dopo il quale tornò in servizio nell'Atlantico Meridionale.
In seguito alla perdita dell'incrociatore pesante della stessa classe Canberra della Royal Australian Navy avvenuta il 9 agosto 1942 durante la battaglia dell'isola di Savo, parte della campagna di Guadalcanal, il Governo britannico approvò il trasferimento della Shropshire all'Australia come rimpiazzo. Venne richiamata dall'Atlantico meridionale ed entrò in cantiere a Chatham nel dicembre successivo per i cambiamenti necessari al passaggio nella Marina Australiana.

### Con la Royal Australian Navy
Entrò in servizio nella Royal Australian Navy il 20 aprile 1943 con il nome di HMAS Shropshire. In seguito partecipò alla Battaglia di Surigao e all'Invasione del Golfo di Lingayen.
La Shropshire fu presente nella Baia di Tokyo il 2 settembre 1945 durante la firma dell'Atto di resa giapponese
Rimase quindi in servizio attivo fino al 10 novembre 1949 quando venne trasferita nella riserva. Venne venduta il 16 luglio 1954 per essere demolita in Gran Bretagna presso il cantiere Arnott Young di Dalmuir. Venne trainata per il viaggio da Sydney dal rimorchiatore olandese Oostzee nell'ottobre seguente, arrivando a destinazione il 20 gennaio 1955.